# Korycin (gromada)
Korycin – dawna gromada, czyli najmniejsza jednostka podziału terytorialnego Polskiej Rzeczypospolitej Ludowej w latach 1954–1972.
Gromady, z gromadzkimi radami narodowymi (GRN) jako organami władzy najniższego stopnia na wsi, funkcjonowały od reformy reorganizującej administrację wiejską przeprowadzonej jesienią 1954 do momentu ich zniesienia z dniem 1 stycznia 1973, tym samym wypierając organizację gminną w latach 1954–1972.
Gromadę Korycin z siedzibą GRN w Korycinie utworzono – jako jedną z 8759 gromad – w powiecie sokólskim w woj. białostockim, na mocy uchwały nr 22/V WRN w Białymstoku z dnia 4 października 1954. W skład jednostki weszły obszary dotychczasowych gromad Korycin, Mielniki, Rudka, Krukowszczyzna, Białystoczek, Gorszczyzna, Dzięciołówka i Aulakowszczyzna ze zniesionej gminy Korycin w tymże powiecie. Dla gromady ustalono 13 członków gromadzkiej rady narodowej.
1 stycznia 1958 do gromady Korycin przyłączono część obszaru zniesionej gromady Zabrodzie (wsie Zabrodzie, Laskowszczyzna, Olszanka, Szumowo i Zakale oraz kolonię Romaszkówka-Młyn).
31 grudnia 1959 do gromady Korycin przyłączono wieś Teolin oraz kolonie Sosnowe Bagno, Cimoszka i Stoczek ze zniesionej gromady Zagórze oraz wsie Zagórze, Kumiała, Wysokie, Wyłudy, Wyłudki i Rykaczewo ze zniesionej gromady Ostra Góra.
1 stycznia 1972 do gromady Korycin przyłączono wieś Długi Ług in ze zniesionej gromady Białousy.
Gromada przetrwała do końca 1972 roku, czyli do kolejnej reformy gminnej. Z dniem 1 stycznia 1973 roku reaktywowano gminę Korycin.